# 歼-20
歼-20（缩写：J-20；代号“威龙”）是由成都飞机工业集团生产，裝備中国人民解放军空军的第五代战斗机，以確保戰區制空權为设计目标，采用雙發、鸭式气动布局、匿蹤的設計，由成都飞机设计研究所的楊偉擔任总设计师。
歼-20在2016年11月的第十一届中国国际航空航天博览会上首度公开并进行双机飞行展示。2017年7月30日，3架歼-20在庆祝中国人民解放军建军90周年阅兵上首次以战斗姿态公开。
歼-20继美国F-22和F-35之后世界上第三款進入量產并服役的第五代隐身战斗机。也是世界上首款将会拥有双座型的第五代隐身战斗机。

## 历史

### 立項研製
歼-20于2007年作为重点型号工程立项进入研制阶段。中国军方与机关支持有能力的单位承擔研製子系统、分系统级机载设备，研制过程采取多家竞争方式，以降低项目风险。2009年11月，中國人民解放軍空軍副司令何為榮中將預期殲-20投入服役的时间节点为2017年。研發經費則估計超過44億美元。

### 各機型首飛
第零批次第一架殲-20验证机原定於2011年1月7日首次试飞，但由于当天天氣不理想，遂改於2011年1月11日12時50分由殲-10S型战机陪同下进行首飞。首飞过程殲-20完成數次通場。該次試飛於當日13時05分順利結束，全程允許市民外圍觀看，成功降落時場內外人員歡呼一片。殲-20的首飛引起國內外媒體熱議。首飛後相關人員進行慶功儀式，參與者包括殲20首飛員梁万俊，殲10首飛員雷強，殲20戰鬥機总设计师楊偉，解放軍總裝備部副部長李安東上將等。歼-20首飞时恰逢美國國防部長罗伯特·盖茨访华，故其首飞被外界解读為中国向美國展示實力。但首飞当天晚上中华人民共和国国防部外事办公室副主任关友飞即表示，决定试飞时间是一种正常的工作安排，不针对任何国家或事件。
2012年5月12日，编号为2001的歼-20验证机飞赴阎良试飞中心进行试飞。数日后，编号为2002的歼-20验证机首飞成功，这是第二架被曝光的歼-20验证机。2002号验证机也于2012年11月转场阎良，2013年1月返回成都。此时，歼-20的试飞已经由基本飞行转向复杂机动飞行，以测试验证该机的机动能力。2013年4月初，2002号验证机侧弹仓挂载解放军新一代近距空對空飛彈霹靂-10曝光，这是歼-20战机首次携带武器出现。2013年7月初，2002号验证机主弹仓挂载两枚某新型远距空對空飛彈的照片曝光。
2013年7月6日，编号为2002的歼-20验证机再次转场阎良试飞中心，开始定型试飞。2002号验证机为首批次第四架，其于试飞中心更换编号为2004。而同在阎良的2001号验证机则更换了新型涂装进行隐身方面的测试。
2013年底，编号为2011的第一批次第一架歼-20原型机的照片在网络上曝光。歼-20的首架原型机与之前的验证机相比，在涂装、座舱、起落架舱盖、内置武器舱舱盖、进气道、鸭翼、边条、主翼、尾撑、垂尾及发动机短舱等方面都作出了重大改进，机头下方新配备了光电跟踪系统。中国全国政协委员、空军指挥学院副院长朱和平少将介绍称，2011号歼-20战机为提高发动机性能、战斗力和隐形能力做了多项改进，并有可能继续修改。
2014年3月1日，2011号歼-20原型机成功首飞。首飞全程由一架歼-10S伴飞并通场4次。2014年6月17日，2011号歼-20原型机飞赴阎良试飞中心。
2014年7月26日，2012号歼-20原型机成功首飞。10月17日，2012号歼-20原型机飞赴阎良试飞中心。
2014年11月29日，2013号歼-20原型机成功首飞。从该机开始，歼-20移除了机头空速管。
2014年12月19日，2015号歼-20原型机成功首飞。为进一步降阻减重，该机尾撑处略有改动。
2015年9月18日，2016号歼-20原型机成功首飞。该机采用了新型弹射座椅，利用透波材料对进气道鼓包、主翼前邊條翼及腹鳍等处进行了重新设计，并延长了发动机舱以增强尾部红外隐身性能。
2015年11月24日，2017号歼-20原型机成功首飞。该机对座舱盖进行修型且使用了新型镀膜以减弱座舱空腔结构对雷达的散射。
2015年底，编号为2101的首架量产型歼-20下线并开始地面测试。
2016年1月18日，编号为2101的歼-20量产机成功首飞。
2016年11月1日，歼20在廣東珠海舉行的第十一屆中國國際航空航天博覽會首次公開亮相。在1日10:21左右在珠海上空，量产型歼-20兩机編隊进行了低空通場、爬升、橫滾、盤旋轉彎等常規飛行動作展示。
2017年9月某日，一架新生產殲20照片顯示（2021），其搭載一款全新國產引擎但尚未公佈型號，或為搭載低可探測性噴管的渦扇-10IPE，後燃推力為155kN級別。
2021年10月末，社交媒体上出现了歼20双座型在成飞公司试飞机场滑行的图片，消息人士称，此型飞机可能将在11月11日，即解放军空军72周年纪念日前后首飞。

### 交付與服役
2016年12月12日，首批6架歼-20量产机（机尾编号78271-78276）被发现出现于沧州场站。另外还有6架未刷号等待交付。
2017年3月9日，央视首次证实歼-20已经服役中国人民解放军空军。
2017年7月30日，3机密集编队的歼-20机群作为歼击机梯队的头阵参加了庆祝中国人民解放军建军90周年阅兵。
2018年2月9日，歼-20列装空军作战部队。
2018年8月3日，人民日报在当年的八一推出的微视频《军人一分钟》中罕见披露了一个数据，歼-20可在1分钟内战斗巡航52公里，这个数据或暗示歼-20的最高飞行速度為每小時3120公里。
2018年11月6日，第十二届珠海航展正式開幕，届時殲-20將于6日，9日，10日，11日分別進行四場飛行表演，每場表演時間約爲15分鐘，此次航展參演將由三架塗有低可視度迷彩塗裝的量產殲-20戰鬥機承擔。
2021年國慶前後，有稱殲20已大量入列的新聞，但詳細數量不明，由於殲20過去曾出現產能瓶頸，故還有一些時評質疑殲20的數量會非常低，推估被認為就是30多架左右，隨後也有報導稱，《南华早报》透露中国已经在四个空军飞行团中部署了大约150架歼-20，另一方面，有些分析認為當前的數量不管如何，需要很快被未來產能爬坡追上，由於成飛的與發動機國產化進度已經快完成，面對F-35的大量裝備，長期目標最好要達到一年48架以上。
2022年1月份，殲20開始執行戰鬥值班。
2022年8月26日，殲20参加长春航展。
2022年11月8日，殲20以4机编队参加第十四届珠海航展，并有两机降落进行了地面静态展示。另外根據航展上展示的殲20機上的編號，預計截至2022年11月，共服役了約150–208架殲20

### 项目研发沿革
| 歼-20项目沿革时点            | 日期              | 公开参考来源                | 备注 |
| ---------------------------- | ----------------- | --------------------------- | --- |
| 预研项目                     | 1990年代末        | [ 66 ] [ 67 ]               | 成飞与沈飞的第五代战斗机项目竞标 |
| 正式进入研制阶段（重点项目） | 2007年            | [ 66 ] [ 67 ]               | 成飞的双发鸭翼布局方案被空军采纳，当时计划2010-2011年首飞，2019年服役                                                                                 |
| 首飞                         | 2011年1月11日     | [ 26 ]                      | 2002号原型机首飞大约15分钟 |
| 开始小批量试生产             | 2015年中          | [ 69 ]                      | 歼-20的生产指标于2015年末正式定型。2015年12月，第一架小批量试生产的歼-20（编号“2101”）被偷拍到                                                        |
| 具备初始作战能力 (IOC)       | 2017年末          | [ 70 ] [ 71 ] [ 72 ] [ 73 ] | 2017年3月服役，2018年1月首次进行空战演习，2018年3月起开始战备值班                                                                                     |
| 开始大量使用国产发动机       | 2019年中          | [ 74 ]                      | 2019年中期后量产的歼20改为使用中国国产的涡扇-10发动机，停止使用俄国AL-31F发动机的装机。装备WS-10C发动机的歼-20于2021年中旬正式服役                    |
| 第100架机体下线              | 2022年中          | [ 75 ] [ 76 ]               | 成都飞机工业集团宣布于2021年12月起开始大规模量产歼-20。美国空军大学中国航空研究所认为在2021到2022年中期时成飞向空军一共交付的歼-20数量一定超过150架。 |
| 第200架机体下线              | 2022年末-2023年末 | [ 77 ] [ 78 ] [ 79 ]        | 保守的西方防务分析师估计到2022年底歼-20数量已经超过187架，而到2023年初有可能已经超越200，一直到2023年底分析确定第200架机体一定已经下线                |
| 涡扇-15装机首飞              | 2023年6月29日     | [ 77 ] [ 80 ]               | 由2052号原型机装机首飞 |
| 第300架机体下线              | 2024年中          | [ 9 ]                       | 《外交家》杂志专栏作者Rick Joe估计第300架机体于2024年中期下线                                                                                         |

## 設計
歼-20採用全动鸭翼及垂尾和DSI進氣道，拥有多种低可侦测性设计：大致呈五边形的機頭及機身横截面、切尖外倾斜双垂尾、带锯齿边空中受油管收納艙、弹舱及起落架舱艙門、镀膜整体座舱盖、隐形特种涂料等，此皆隐形战机主要特征。歼-20验证机复合材料用量达27%，原型机钛用量达20%、复合材料用量达29%，相比中国第四代重型战斗机歼-11B分别仅为15%和9%的水平有较大提高。此外，歼-20采用了国际先进的液态感温技术、气动伺服控制技术取代铂电阻感温技术、电机作动技术，并采用部件原位检测技术。

### 塗料與航電
2016年11月殲-20在珠海航展亮相，11月2日央視專題節目宣称其隱身塗料具有高吸收雷達波性能，對比美國隱形戰機使用隱形塗料具有優勢，同時航電雷達系統受惠於較晚研發所以較高水準，相比F-22於九十年代末設計只能採用當時的電子科技去設計和量產可以改裝的地方更多，11月中旬央視專題節目還称目前發動機為過渡型號，最終將有新的發動機研製完成換裝，屆時與F-22同等的超音速巡航能力是未來的目標。

### 氣動佈局
殲-20長約21.2公尺，翼展约13.01公尺，推測可提供较大的空間布置內置彈艙和油箱。由於較大的燃料酬載，故較適合遠航。也由於其較大的機體，據推測應配合較大推力的發動機，或預備日後的升級空間。
歼-20在設計佈局上，没有采用美國的F-22和俄國苏-57的常规布局，而是采用了雙激渦流升力体边条鸭翼式氣動佈局，類似颱風戰鬥機，此布局使飞机拥有較优秀的超音速配平能力，良好的高攻角升力特性，較高的瞬時盤旋角速度與滾轉率，同時略微帶動提升主翼的效能。但部分學者質疑鴨式佈局會導致最大攻角與巡航持續攻角升阻比之間出現矛盾，而雙激渦流可平衡這項缺陷。並且鸭翼偏转时产生强度较大的雷達回波，对飞机前向RCS影响比常规布局飞机大；然而也有論者對這種說法提出了反駁，並提及了美國洛克希德·馬丁公司的先進戰術戰鬥機在研究之中也包括了翼鴨式設計、X-36驗證機在翼鴨式設計下都不影響隱身性能，也有論者指出同樣具備翼鴨式設計的颱風戰鬥機也能夠藉助飛行控制軟件控制鴨翼偏轉減小雷達散射截面。，這種反論似乎亦得到中國航天科研人員的贊同。
綜合所述，該機大量採用複合材料、DSI進氣道、外形具有較佳的低可探测設計，但尾噴口的隱形處理不及F-22，所以有論者認為殲-20的隱身水平普遍優於蘇-57，即使和F-22、F-35相比也不遜色。按其針對高速突入能力進行強化的思路，預計该机可能拥有反介入、奪取制空權的重點戰術目的。根據2016年11月12日的官方報導，殲-20未來將裝有與霹靂-10格鬥短距導彈配合的頭盔顯示器，能實行越肩向側向後攻擊。2021年，新製造的殲-20彈倉密封條由過去的純黑色，變的不明顯了。腹部掛載的龍勃透鏡形狀也出現變化，體積較以往的減小，而且疑似可以收放。

### 座艙
同時是中国首型装备整体座舱盖的战机。该整体座舱透明件研制重大攻关于2010年开始，研制团队提出“渐次悬拉＋真空辅助”工艺实现整体座舱透明件成形、镶嵌式过渡边缘连接、柔性吸附定位高精度孔位加工以及复杂曲面均匀膜系镀制等系列技术，使中国成为继美国之后第二个具备研制该类透明件技术能力的国家。歼-20使用的新一代大屏幕综合显示系统大小为24*9英寸（长61厘米，宽23厘米，相当于对角线25英寸显示器），是全球战斗机中尺寸最大、分辨率最高、重量最轻、集成度最优的显示系统。中国歼-20使用基于FPGA技术的双链路DVI信号设计，显示其最高分辨率已经达到2560*1600。歼-20的显示系统还使用了一种图形生成的硬件加速设计方法。歼-20显示系统将每个像素数据置上标记信息后写入SDRAM帧存，FPGA作为协处理器根据像素数据的标记类型进行相应的数据运算处理，以此减轻DSP的运算负担，提高图形生成效率。多模式交互显示技术、触敏控制技术、语音交互控制技术、三维立体显示技术、OLED柔性显示技术、3D显示技术等多项关键技术已经在歼-20战机上得到应用。

### 發動機
| 型号       | 平台         | 服役时间  | 能力与特征 | 能力与特征 | 能力与特征 |
| 型号       | 平台         | 服役时间  | 锯齿       | 矢量       | 超巡       |
| ---------- | ------------ | --------- | ---------- | ---------- | ---------- |
| 渦扇-10B   | J-20（LRIP） | 2015      | 无         | 无         | 无         |
| AL-31FM2   | J-20         | 2011–2019 | 无         | 无         | 无         |
| 渦扇-10C   | J-20         | 2019      | 有         | 无         | 无/有      |
| 渦扇-10B-3 | J-20         | 2019      | 有         | 有         | 无         |
| 涡扇-15    | J-20A        | 2023      | 有         | 无         | 有         |

最早，于2015年左右进行小批量试生产的歼20使用的是渦扇-10B。而2017年第一批殲-20部隊裝備的是俄製AL-31發動機，但两者的推力均不夠，對重型的殲-20戰機戰力稍有缺憾，經自行研發多年，採用鋸齒構型的渦扇-10C國產發動機推力比俄製發動機要大。渦扇-10C發動機採用全許可權數碼控制（FADEC）技術，改進了加力燃燒室，最大推力可以達到130千牛以上，可以滿足殲-20A的立項時制定的部分飛行指標。
2021年，解放軍「空軍在線」5日發布的宣傳視頻，展示了一架裝備隱身構型渦扇-10「太行」發動機的殲-20戰機起飛的鏡頭。這是中國空軍首次證實有裝備國產發動機的殲-20加入空軍部隊序列。未來，中國製造的第五代戰機殲-20將全部換裝國產發動機，並將加入作戰部隊序列。在先進的國產引擎和向量推力技術的加持下，殲-20B的作戰力顯然也會得到大幅提高。同年珠海航展首官宣使用了「中國心」，此前珠海航展上已經有表示過進行國產動力的動態展示，而此次為正式確認殲-20的發動機已經國產化，但未透露具體型號。
2023年3月16日至17日，中国航发北京航空材料研究院项目负责人张勇向与会专家介绍：“长期困扰我国军用飞机工业的“心脏病”问题已经得到了解决，涡扇15、涡扇-19和涡扇-20发动机以及一种型号未知的下一代发动机，技术瓶颈被全部克服，并且实现了小批量生产”。2023年3月末起，涡扇-15正式进入量产阶段。

### 武器挂载
2018年珠海航展上展示歼-20弹仓容量为4枚中距弹+2枚近距格斗弹，而格斗弹倉門是子母式獨創設計，可將飛彈伸出後再關閉80%艙門確保氣動外型平滑，當近距空戰中隱身性已經失去大部分優勢，氣動性能的機動為重要關鍵。另一方面首次展示了埋設於機身中的空中加油管，而該等接口亦預留日後改用飛椼式加油的條件。2021年，第13屆中國航展上揭露了歼-20速度可達2馬赫，並公開了配套的霹靂-15E飛彈的武器數據，稱最大射程達145公里，並具有雙向數據鏈修正能力，也就是具備在飛行中途改變打擊目標的能力。報導指出，霹靂-15E是霹靂-15導彈的出口型號，故射程有所縮減，而外界推斷，解放軍自用的霹靂-15實際性能在200到300公里，相較之下，美軍最新型號AIM-120D射程約160公里。

## 全部机型
- 歼-20 - 基本型，2015年进入小批量试生产，2019年起量产，早期批次使用俄制AL-31发动机[109]，量产后期使用WS-10发动机[74]，无法或只能做有限度的超音速巡航。于2024年末停产。总产量300余架[9]。
- 殲-20A - 改进基本型，其艙蓋改成前翻蓋，進氣道側面兩個冷卻液交換口被取消，預估是因為裝備了更先進高效的散熱系統。J-20A上的空氣動力學進行了整體優化，機身上的脊柱稍微凸起，與扁平的座艙蓋融為一體。且换装渦扇-15發動機[121][122]，具备超音速巡航能力。
  - 殲-20S - 以歼-20A为基础改进的双座型[123]。2021年中國航空工業官方發布的宣傳片中，透露了採用雙座布局的新版殲-20[124]。其後官方央視軍事頻道「軍事科技」於2022年10月公開多個雙座版殲-20的畫面，指出雙座版殲-20將成為操控無人僚機的平台，擔負預警機的部分功能，與隱身無人機編隊執行打擊任務。從央視畫面中可見，伴飛雙座殲-20的無人機與「攻擊-11型」無人機非常相像[125]。

## 使用国
- 中国
  -  中国人民解放军空军

| 航空兵部隊 | 驻地                               | 战术编号 | 机型                 | 备注                               |
| ---------- | ---------------------------------- | -------- | -------------------- | ---------------------------------- |
| 飞训3团    | 河北省沧州                         | 78X3X    | 歼-20、歼-16         | 中国人民解放军空军飞行试验训练基地 |
| 新机试用团 | 甘肃省酒泉市金塔县新场站           | 78X7X    | 歼-20、歼-16、歼-10C | 中国人民解放军空军试验训练基地     |
| 空8旅      | 浙江湖州市长兴县长兴机场           | 61X9X    | 歼-20、歼-10A        | 东部战区上海基地                   |
| 空9旅      | 安徽省芜湖市芜湖湾里机场           | 62X0X    | 歼-20                | 东部战区上海基地                   |
| 空41旅     | 福建武夷山市武夷山机场             | 65X2X    | 歼-20                | 东部战区福州基地                   |
| 空4旅      | 广东佛山市佛山沙堤機場             | 61X5X    | 歼-20                | 南宁基地                           |
| 空5旅      | 广西省桂林市奇峰岭机场             | 61X6X    | 歼-10C、歼-20        | 南部战区南宁基地                   |
| 空131旅    | 云南曲靖市陆良机场                 | 74X2X    | 歼-20                | 昆明基地（大红鹰旅）               |
| 空97旅     | 重庆市大足登云桥机场               | 70X8X    | 歼-20                | 兰州基地                           |
| 空111旅    | 新疆维吾尔自治区库尔勒市库尔勒机场 | 72X2X    | 歼-11B、歼-20        | 西部战区乌鲁木齐基地               |
| 空1旅      | 辽宁省鞍山市鞍山腾鳌机场           | 61X2X    | 歼-20                | 北部战区大连基地                   |
| 空2旅      | 内蒙古赤峰市玉龙机场               | 61X3X    | 歼-20                | 大连基地                           |
| 空55旅     | 山东济宁市曲阜机场                 | 66X6X    | 歼-20                | 北部战区济南基地                   |
| 空56旅     | 河南省郑州市马头岗机场             | 66X7X    | 歼-20                | 中部战区武汉基地                   |
| 空19旅     | 河北省张家口市宁远机场             | 63X0X    | 歼-11B、歼-20        | 中部战区大同基地                   |

## 行动历史
2018年5月，印度空军参谋长达诺阿在一次新闻发布会上宣称曾经探测到中国的歼-20活动，并补充苏-30MKI的雷达“足够优秀”得以在“数公里外”发现歼-20；英国智库皇家联合研究所的分析师贾斯汀·布隆克（英語：Justin Bronk）指出了由于可能发生事故，以及可能由于其隐身性不易被其他飞机或地面设施识别，中国会在和平时期出于安全和训练目的在歼-20上安装龙勃透镜以加大雷达反射面积。
2022年3月16日，美国太平洋空军司令，空军上将肯尼斯·S·维尔斯巴赫证实了一次F-35战斗机与歼-20的“相对近距离的接触”，但否认了这次事件是一次“交战”。维尔斯巴赫同时提到了美国空军对歼-20的指挥与控制系统“印象相对深刻”。而对于歼-20的用途，维尔斯巴赫则表示迄今为止美军虽然只见到歼-20执行空中优势任务，但现在要定義歼-20是一款像F-22一样的单纯的空优战斗机還是一款像F-35多用途战斗机，还为时尚早。维尔斯巴赫同时表示，美军E-3预警机无法及时发现J-20，應該以E-737預警機取代。维尔斯巴赫又說空警-500幫助殲-20發射超長程空对空导弹，他對打斷此殺傷鏈的能力很感興趣。中國國防部回應，解放軍空軍主戰裝備還有不少發展的空間。美国空军在4月決定以E-737預警機取代E-3预警機，並列入2023會計年度預算。
2022年4月19日的一则卫星图片显示歼-20已经装备全军五大战区的空军单位。此消息于9月得到空军发言人的证实。此外，2022年4月起，歼-20已经开始常态化巡航南中国海。

## 图集

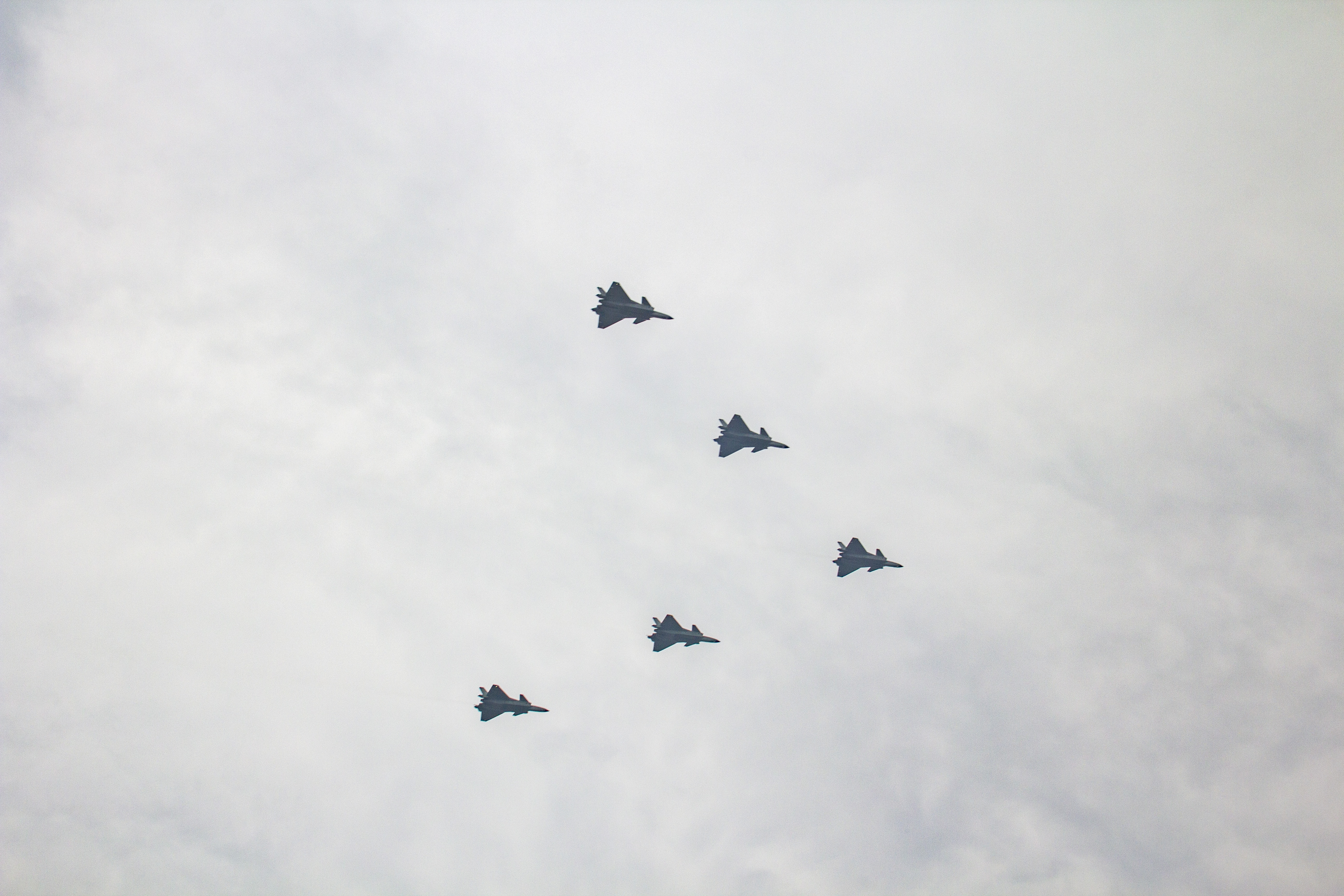
建党百年之际，三批共15架歼-20飞越首都北京。图为第一批飞越的5架飞机。
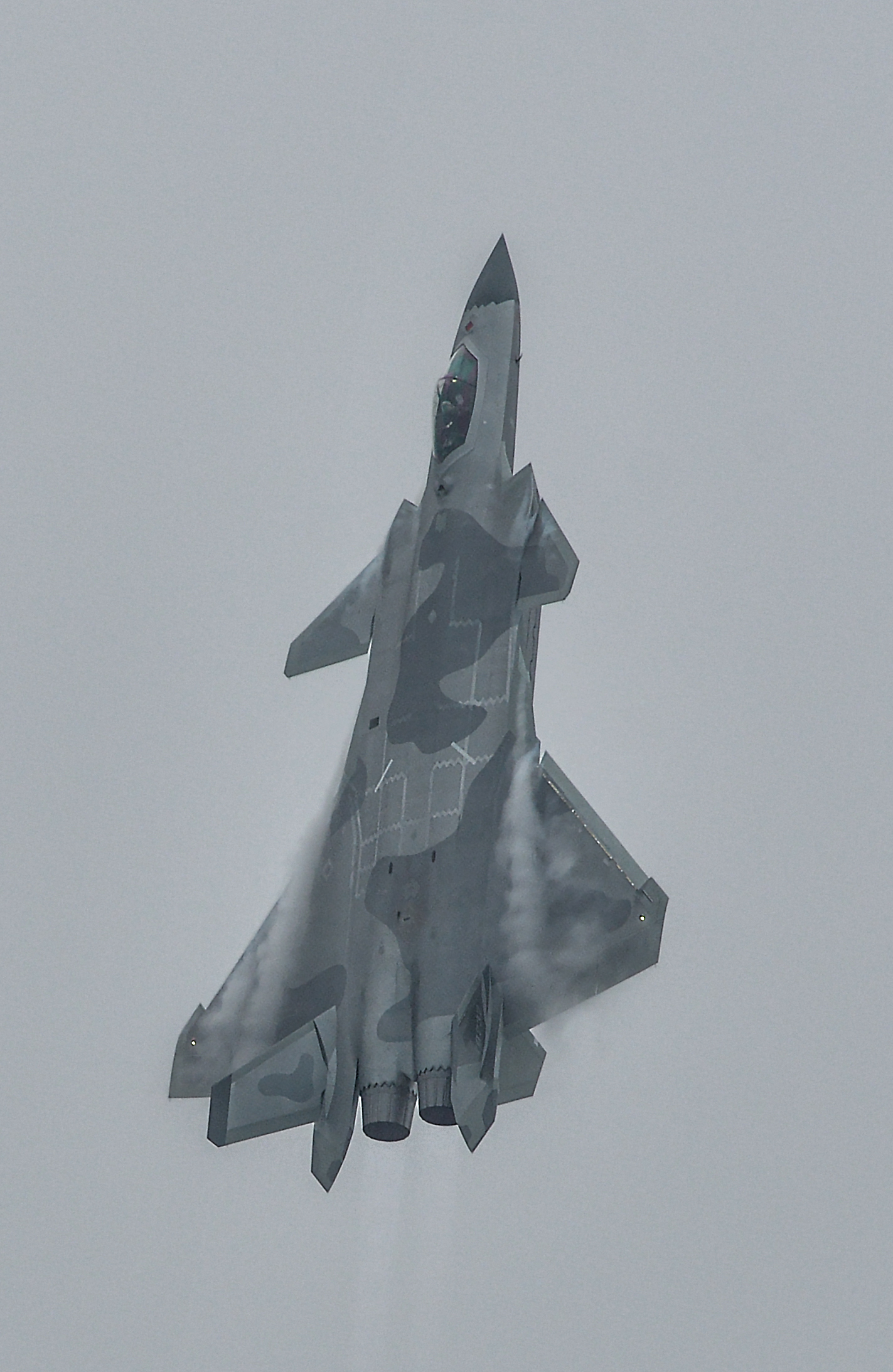
殲-20高仰角爬升
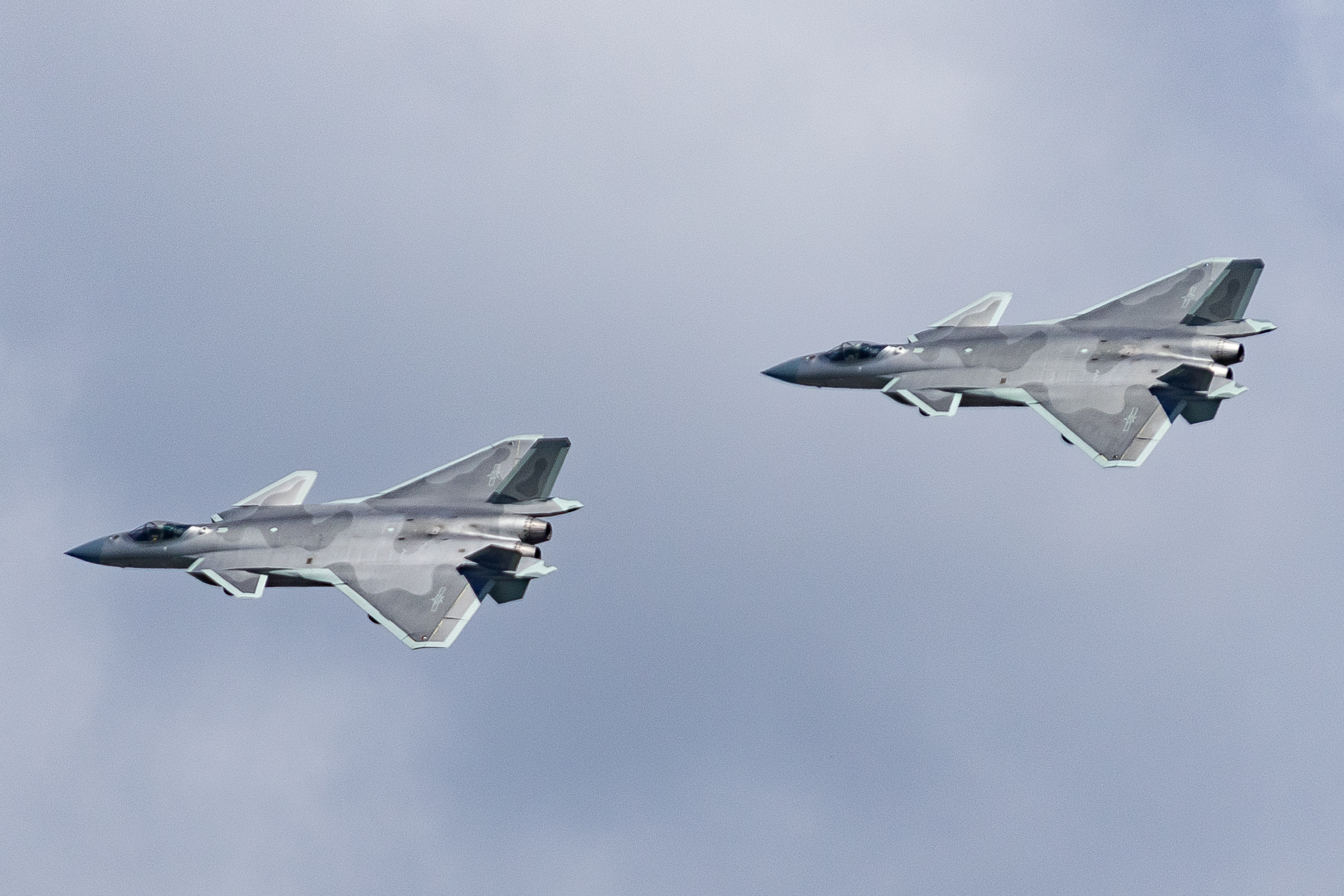
殲-20雙機表演
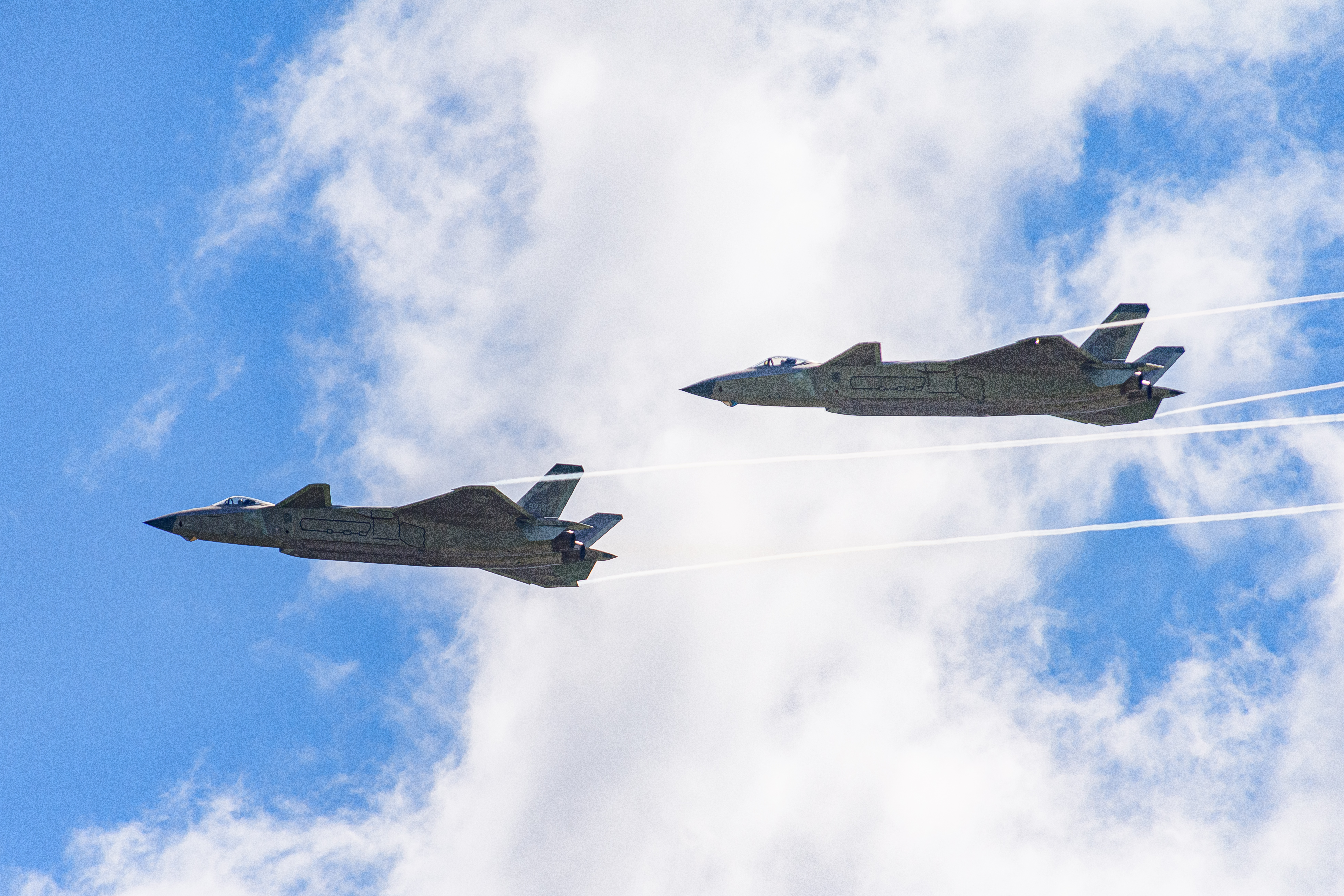
殲-20雙機表演
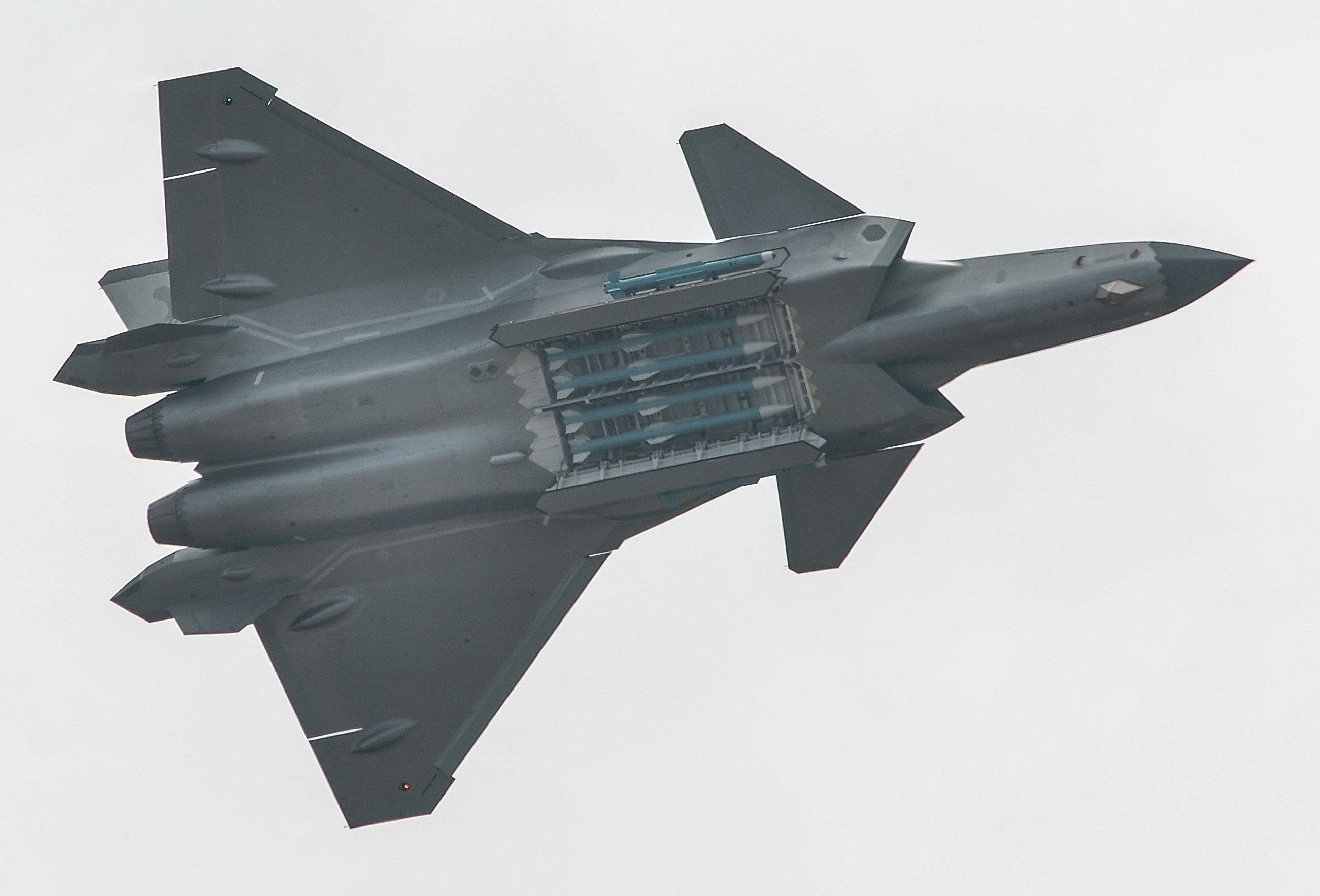
2018年珠海航展上，一架歼-20打开弹仓展示武器挂载

## 性能指标
参考资料：清华大学
基本信息
- 机组：1人
- 長度：21.2（69.6英尺）
- 翼展：13.01（42.68英尺）
- 高度：4.69（15.40英尺）
- 机翼面积：73.0平方（786平方英尺）
- 空重：17,000（37,479磅）
- 总重：25,000（55,116磅）
- 最大起飛重量：37,000（81,571磅）
- 燃料容量：12,000（26,000磅）內燃油
- 发动机：2台AL-31 FM2[107][138]后燃涡扇发动机，142千牛頓（32,000磅力） 带后燃器
- 发动机：2台渦扇-10C[74][139]后燃涡扇发动机，142—147千牛頓（32,000—33,000磅力） 带后燃器
- 发动机：2台渦扇-15[140][141]后燃涡扇发动机，156千牛頓（35,000磅力） 带后燃器

性能
- 最大速度：2,126每小時（1,321英里每小時；1,148節）（最大包线速度）
- 巡航速度：1,600每小時（994英里每小時；864節）
- 航程：5,500（3,418英里；2,970海里）带两个副油箱
- 戰鬥航程：2,000（1,243英里；1,080海里）
- 升限：20,000（66,000英尺）
- 过载限制：+9/-3
- 爬升率：304[142]每秒（59,800英尺每分鐘）
- 翼载：340每平方（69磅每平方英尺）
- 推重比：1.00 (挂载武器燃油减半时为1.16) 仅限装备渦扇-10C或AF-31FM2时 (预测)

武器

- 武器最大装载能力: 11,000（24,000磅）
- 6×内部弹仓掛載點
  - 霹雳-10 短距格斗弹[143]
  - 霹雳-12 中距弹[144]
  - 霹雳-15 超视距长程导弹
  - 霹雳-21 长程导弹[144]
  - 雷石-6 精确制导炸弹
- 4×外部挂载点

航電

- 1475(KLJ-5)型有源相控阵雷达
- EOTS-86光電瞄準系統(EOTS（英语：Electro-Optical Targeting System）)[145]
- EORD-31 红外搜索[145]
- 光电分布式孔径系统[146][147]

## 流行文化

### 影視
- 《空天猎》
- 《流浪地球2》：假想的歼-20双座垂直起降版本，类似于F-35B，剧中该型歼-20被称为歼-20C。
- 《长空之王》

### 游戏
- 《战地风云4》

## 腳註
1. ↑  最大包线速度
2. ↑  某些资料也认为J-20可用渦扇-10C做有限度的超音速巡航[111][112]

## 外部連結
- 深圳衛視-J20改型接近量產（页面存档备份，存于）
- A Preliminary Assessment of Specular Radar Cross Section Performance in the Chengdu J-20 Prototype（页面存档备份，存于）